# Tukulti-Ninurta I.
Tukulti-Ninurta I. regierte nach der assyrischen Königsliste 36 Jahre als assyrischer König der mittelassyrischen Zeit. Der Name bedeutet: „Mein Vertrauen ruht auf Ninurta“. Er war der 2. Sohn von Salmanassar I. und dessen 7. Mätresse.
| Autor              | Regierungszeit    | Anmerkungen            |
| ------------------ | ----------------- | ---------------------- |
| Grayson 1969       | 1244–1208 v. Chr. | mittlere Chronologie   |
| Pöbel 1942         | 1242–1206 v. Chr. |                        |
| Gasche et al. 1998 | 1240–1205         | Ultrakurze Chronologie |
| Freydank 1991      | 1233–1197         |                        |

Es gelang ihm, den Machtbereich Assyriens deutlich zu erweitern. Schon kurz nach seiner Thronbesteigung griff er Babanḫi an.

## Bauten
Tukultī-Ninurta I. baute eine neue Hauptstadt, Kar-Tukulti-Ninurta. Sie lag am Ostufer des Tigris unweit von Aššur. Sie war stark befestigt und enthielt Paläste (darunter é-gal me-šár-ra), einen Aššurtempel (é-kur me-šár-ra) und eine Ziggurat. Tukultī-Ninurta I. setzte zahlreiche Deportierte beim Bau seiner neuen Hauptstadt Kar-Tukultī-Ninurta ein, darunter Kassiten, Subaräer (Palastanlagen), Männer aus den Nairi-Ländern, Leute aus Katmuḫḫi, Alše, Purulumzi und Amadani.
Aus den Rationenlisten lassen sich erschließen:
- 7300 Kassiten
- 721 Subaräer
- 99 Bewohner von Nairi

In den späten Jahren seiner Regierung baute er auch das Befestigungssystems der Stadt Aššur aus.
Tukultī-Ninurta ließ im Lande Meḫri, wahrscheinlich zwischen dem Tigris und dem oberen Zab gelegen, durch Kriegsgefangene gušuru-Bäume (vermutlich Nadelbäume) fällen. Die Balken wurden nach Aššur transportiert und fanden beim Bau des neuen Palastes Verwendung.
Ein Relief, das ihn in zwei Bewegungsstadien zeigt, gilt als früheste Darstellung von Motorik (Foto des Reliefs siehe dort).

## Titel
Tukultī-Ninurta I. nennt sich Šar māt Karduniaš (König von Babylonien) und führt die babylonischen Titel Šamšu kiššat nišē „Sonne aller Völker“, Šar māt Sumeri u Akkadî (König von Sumer und Akkad), Šar kibrātt arbaʿi „König der vier Weltufer“ und nišīt dAššur u dŠamaš „Günstling von Aššur und Šamaš“. „Sonne aller Völker“ nennt er sich auch nach Ende der direkten Herrschaft in Babylon.

## Verhältnis zu Hatti
Bereits im ersten Jahr seiner Regierung überschritt Tukultī-Ninurta den Euphrat und deportierte nach seinen Militärberichten, die auf zwei Alabastertafeln aus Kar-Tukultī-Ninurta aus Tell B (Bereich des Aššurtempels) überliefert sind, 28.800 Hethiter nach Assyrien. Olmstead interpretierte dies als Beleg einer großen hethitischen Invasion, dieser Ansicht haben sich aber nur wenige Forscher angeschlossen. Klengel und Liverani wollen den entsprechenden Feldzug wesentlich später ansetzen. Im späteren Verlauf seiner Regierung waren die Beziehungen zu Hatti weitgehend friedlich. In den folgenden Regierungsjahren zog er in die osttigridischen Vorberge (Mat Qutî und Mat Papî), dann die westlich daran angrenzenden Länder Subartu, Katmuḫḫi und Alzi und griff schließlich die Nairi-Länder im Norden an.

## Sieg über Babylon
Der Feldzug gegen und der schließliche Sieg Tukultī-Ninurtas über den König der Kassiten wird in dem sogenannten Tukultī-Ninurta Epos beschrieben. Es ist auf mehreren Tontafeln überliefert, deren Reihenfolge nicht immer ganz klar ist.
Der König greift den Feind an der Spitze seiner Truppen in seinem Streitwagen an, muss aber zunächst wenden und fliehen. Später benutzt Tukultī-Ninurta diesen Vorfall aber, um Kaštiliaš IV. (ca. 1232 v. Chr. bis 1225 v. Chr.), den König von Babylon herauszufordern: dieser werde in keiner Festung Zuflucht finden, und gleich, wie viele Opfer er den Göttern anbiete, diese würden ihm keinen Sieg zusprechen. Vor der Entscheidungsschlacht befragt Kaštiliaš die Zeichendeuter. Tukultī-Ninurta betet zu Schamasch und erinnert ihn an das Bündnis zwischen ihm und seinen Vorfahren. Auch seine Krieger erflehen die Hilfe des Sonnengottes gegen die abfälligen Kassiten. In der Schlacht selber rufen die Assyrer die Kriegsgöttin Ištar an. Und in der Tat greifen die Götter selbst in die Schlacht ein: Ištar schlägt ihre Leier, um die Krieger zu wilder Wut anzufeuern, Adad wirft den gegnerischen Schlachtreihen Wind und Regen entgegen, Bel schlägt den Feind und verzehrt ihn mit Feuerflammen. Die Krieger sind so in Kampfeslust entflammt, dass sie ihre Rüstung abwerfen und mit bloßer Brust auf den Feind einstürmen.
Tukultī-Ninurta berichtet: „am unteren Meer des Sonnenaufgangs setzte ich die Grenze meines Landes fest“, was auf eine Kontrolle von ganz Babylonien hindeutet. Unter den beherrschten Gebieten werden unter anderem Sippar und Babylon, Dilmun und Meluhha, Oberes (Mittelmeer) und Unteres Meer (Persischer Golf), Subartu, Mat Qutî und die Nairi-Länder aufgeführt.
Die Zerstörung von Babylon und die Entführung der Statue des Marduk und die Überführung der Aššur-Statue aus Aššur nach Kar-Tukultī-Ninurta scheint von den Zeitgenossen als Sakrileg angesehen worden zu sein und führte schließlich zum Sturz von Tukultī-Ninurta. Er wurde von seinem Sohn Aššur-nasir-pal gefangen gesetzt und schließlich getötet. Sein Nachfolger wurde ein anderer Sohn, Aššur-nadin-apli.
Wie ein Text aus Dūr-Katlimmu belegt, wurde seit der Regierungszeit von Tukultī-Ninurta in Assyrien Eisen hergestellt.

## Eponyme Beamte
- Qarrad-Aššur
- Urad-ilani, Sohn von Išme-Adad
- Abī-ilī
- Aplija
- Šulmānu-šumā-uṣur
- Ina-Aššur-šuma-aṣbat
- Libūr-Zānin Aššur, erste Regierungshälfte[8]

## Belege
1. ↑  Erich Ebeling und Bruno Meissner, Reallexikon der Assyriologie und Vorderasiatischen Archäologie. Walter de Gruyter, 1993, ISBN 3-11-004451-X, S. 269.
2. ↑  Erich Ebeling und Bruno Meissner, Reallexikon der Assyriologie und Vorderasiatischen Archäologie. Walter de Gruyter, 1993, ISBN 3-11-004451-X, S. 268.
3. ↑  Erich Ebeling und Bruno Meissner, Reallexikon der Assyriologie und Vorderasiatischen Archäologie. Walter de Gruyter, 1993, ISBN 3-11-004451-X, S. 269.
4. ↑  RIA 1 328f.
5. ↑  H. D. Galter, 28.800 Hethiter. Journal of Cuneiform Studies 40/2, 1988, S. 228 und S. Jakob, Mittelassyrische Verwaltung und Sozialstruktur. Cuneiform Monographs 29, 2003, S. 224.
6. ↑  Betina Faist: Der Fernhandel des assyrischen Reiches zwischen dem 14. und dem 11. Jahrhundert vor Christus. AOAT 265, Münster, Ugarit Verlag 2001, 44
7. ↑  E. Cancik-Kirschbaum, Die mittelassyrischen Briefe aus Tell Šheh-Hamad, Berlin 1996, Nr. 16
8. ↑  Amanda H. Podany, The Land of Ḫana. Kings, chronology and scribal tradition. Bethesda, CDL-Press 2002, 8, Anm. 28

| Vorgänger      | Amt               | Nachfolger       |
| -------------- | ----------------- | ---------------- |
| Salmanassar I. | Assyrischer König | Aššur-nadin-apli |

| Personendaten    | Personendaten           |
| ---------------- | ----------------------- |
| NAME             | Tukulti-Ninurta I.      |
| ALTERNATIVNAMEN  | Tukultī-Ninurta I.      |
| KURZBESCHREIBUNG | assyrischer König       |
| GEBURTSDATUM     | 13. Jahrhundert v. Chr. |
| STERBEDATUM      | 12. Jahrhundert v. Chr. |